# Javier Antonio Becerra
Javier Antonio Becerra (nacido en Isla Verde el 21 de julio de 1979) es un exfutbolista argentino. Se desempeñaba como mediocampista y su primer club fue Rosario Central.

## Carrera
Debutó en primera el 29 de mayo de 1999, ante Gimnasia y Esgrima de Jujuy (15.ª fecha del Clausura, empate en cero), cuando el DT Edgardo Bauza dispuso su ingreso por Arnaldo Quiroga. Hasta 2002 jugó 20 encuentros en el canalla, entre los torneos locales y la Copa Mercosur 2000. Continuó su carrera en Tiro Federal de Rosario, donde consiguió el ascenso a la Primera B Nacional en 2003. Luego de un paso por Italchacao de Venezuela (actual Petare FC), continuó su carrera en el fútbol de ascenso de su país, tanto en los torneos argentinos A y B como en ligas regionales de la provincia de Santa Fe. En estas últimas se destacan los títulos obtenidos con Independiente de Chañar Ladeado (Torneo Anual 2007 y Clausura 2009 de la Liga Interprovincial Doctor Ramón Pereyra) y Alumni de Casilda (Anual 2008 de la Liga Casildense de Fútbol).

## Clubes
| Club                                     | País      | Año       |
| ---------------------------------------- | --------- | --------- |
| Rosario Central                          | Argentina | 1999-2002 |
| Tiro Federal (Rosario)                   | Argentina | 2002-2003 |
| Italchacao                               | Venezuela | 2003      |
| Atletic Club Montes de Oca               | Argentina | 2004      |
| Atlético Piamonte                        | Argentina | 2005      |
| Sarmiento (Resistencia)                  | Argentina | 2006      |
| Sportivo Isla Verde                      | Argentina | 2006      |
| Independiente (Chañar Ladeado)           | Argentina | 2007      |
| Alumni (Casilda)                         | Argentina | 2008      |
| Sarmiento (Resistencia)                  | Argentina | 2009      |
| Independiente (Chañar Ladeado)           | Argentina | 2009      |
| Rivadavia (Venado Tuerto)                | Argentina | 2010      |
| América (Cañada de Gómez)                | Argentina | 2010      |
| San Martín (Mendoza)                     | Argentina | 2010-2011 |
| Juventud Unida (Santa Isabel)            | Argentina | 2011      |
| El Porvenir del Norte (San Jerónimo Sud) | Argentina | 2011      |

## Palmarés

### Títulos nacionales
| Equipo                 | País      | Título             | Año     |
| ---------------------- | --------- | ------------------ | ------- |
| Tiro Federal (Rosario) | Argentina | Torneo Argentino A | 2002-03 |

### Títulos regionales
| Equipo                         | Liga                              | País      | Título   | Año  |
| ------------------------------ | --------------------------------- | --------- | -------- | ---- |
| Independiente (Chañar Ladeado) | Interprovincial Dr. Ramón Pereyra | Argentina | Anual    | 2007 |
| Alumni (Casilda)               | Casildense                        | Argentina | Anual    | 2008 |
| Independiente (Chañar Ladeado) | Interprovincial Dr. Ramón Pereyra | Argentina | Clausura | 2009 |